# Pockau
Pockau è una frazione della città di Pockau-Lengefeld situata nel circondario dei Monti Metalliferi in Sassonia, Germania.
La città di Pockau-Lengefeld è stata costituita il 1º gennaio 2013 dall'unione di Pockau e di Lengefeld.